# HMS Serapis (G94)
«Серапіс» (англ. HMS Serapis (G94) — військовий корабель, ескадрений міноносець типу «S» Королівського військово-морського флоту Великої Британії часів Другої світової війни.

## Історія створення
Ескадрений міноносець «Серапіс» закладений 14 серпня 1941 року на верфі компанії Scotts Shipbuilding and Engineering Company у Гріноку. 25 березня 1943 року він був спущений на воду, а 23 грудня 1943 року увійшов до складу Королівських ВМС Великої Британії. 

## Бойовий шлях
Есмінець брав участь у бойових діях на морі в Другій світовій війні, переважно бився у Північній Атлантиці, супроводжуючи арктичні конвої. За проявлену мужність та стійкість у боях бойовий корабель заохочений двома бойовими відзнаками.

### 1944 рік
У лютому 1944 року «Серапіс» увійшов до складу сил супроводу свого першого арктичного конвою — JW 57, який на чолі з ескортним авіаносцем «Чейсер» прямував до СРСР. Під час супроводу конвою 4 березня 1944 року літаки з авіаносця пошкодили німецький підводний човен U-472 (який згодом був потоплений надводними кораблями), а також потопили підводні човни U-366 (05.03.1944) та U-973 (06.03.1944).
Протягом березня 1944 року «Серапіс» супроводжував ще конвої з СРСР — RA 57 і RA 58 та знову до берегів Баренцевого й Білого морів — конвої JW 58 з 47 транспортних та вантажних суден.

### 1945 рік
1 січня 1945 року «Серапіс» з крейсером «Дайадем», ескортним авіаносцем «Віндекс» та есмінцями «Мінгз», «Савідж», «Скодж», «Сторд», «Замбезі», «Зебра», «Алгонкін» і «Сіу» вийшов на ескорт арктичного конвою JW 63 до Кольської затоки.